# Sigurd Slåttebrekk
Sigurd Slåttebrekk (* 1968 in Stavanger) ist ein norwegischer Pianist.

## Leben und Karriere
Slåttebrekk erhielt seinen ersten Unterricht von seiner Mutter, Karin Slåttebrekk, und von Ingeborg Songe-Møller. Später studierte er an der Norwegischen Musikhochschule bei Einar Steen-Nøkleberg sowie an der Juilliard School bei Jerome Lowenthal, außerdem bei Lazar Berman.
Nachdem er in den 90er Jahren bereits als eines der vielversprechendsten norwegischen Nachwuchstalente gefeiert worden war und eine CD mit Klavierwerken Maurice Ravels veröffentlicht hatte, entschloss er sich 1997 überraschend zu einer fünfjährigen pianistischen Auszeit zugunsten seiner Familie und der Vertiefung seines musikalischen Denkens. 2002 kehrte er in den Betrieb zurück und legte wenig später eine von der Kritik als exzeptionell gefeierte Einspielung von Werken Robert Schumanns vor.

## Zitat
"Ein 34-jähriger Meister war dorthin zurückgekehrt, wo er hingehörte, und erbrachte den klaren Beweis, dass er eine engere Bindung an die spezifisch Schumannsche Poesie hatte als so gut wie jeder andere Pianist." (August Albertsen)